# Nadleśnictwo Karczma Borowa
Nadleśnictwo Karczma Borowa – jednostka organizacyjna Lasów Państwowych podległa Regionalnej Dyrekcji Lasów Państwowych w Poznaniu.
Nadleśnictwo w całości położone jest w zasięgu województwa wielkopolskiego na terenie 3 powiatów: leszczyńskiego, gostyńskiego i rawickiego.
Jego powierzchnia wynosi 12 698,24 ha.